# ナウムブルク市電
ナウムブルク市電（ドイツ語: Straßenbahn Naumburg）は、ドイツ・ナウムブルク市内を走る路面電車。全長2.9kmとドイツで2番目に小さい規模の路面電車で、東ドイツ時代に製造された二軸車が現役で使用される希少な路線として知られている。施設の老朽化や乗客減少により1990年代前半に事実上廃止状態になったが1994年に復活し、以降は多数の市民や観光客によって利用されている。

## 歴史

### 蒸気路面鉄道時代
ナウムブルクを走る公共交通機関として道路の上を走る鉄道路線を建設する計画は19世紀後半以降馬車鉄道（1866年）、路面電車（1885年）など多数考案されたが戦争や財政面を理由に実現する事はなかった。1889年のスチームトラムを用いた非電化の路面鉄道建設案についてもナウムブルク市の財政難により公営路線として開業する案は却下されたものの、1892年の大規模なタウンミーティングにより、民間企業のナウムブルク蒸気路面鉄道株式会社（Naumburger Dampfstraßenbahn A.G.）が設立され、早期の建設の結果同年9月15日から営業運転が開始された。
だが、利用客数や収益が当初の見込みを大幅に下回った事が仇となり、1900年にナウムブルク蒸気路面鉄道株式会社は倒産され、所有していた路線はナウムブルク市が引き継ぐ事となった。そして1906年にナウムブルク市議会は路線を電化することを決定し、上記路面鉄道は同年10月25日をもって廃止された。

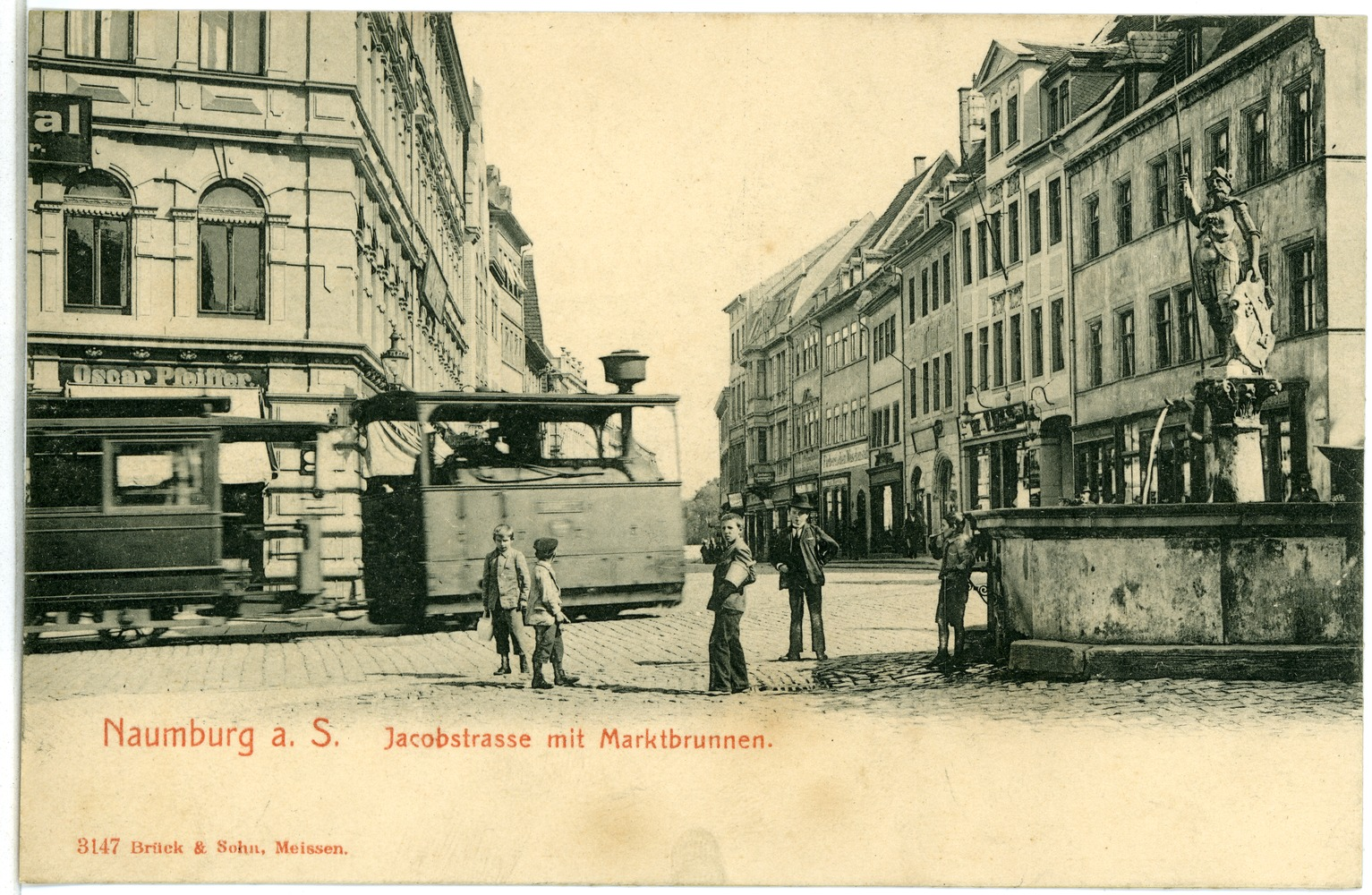
スチームトラムが牽引する路面鉄道の列車（1903年撮影）

### 路面電車の再開業
蒸気路面鉄道の廃止後、電化に加え新規路線、変電所の建設を含んだ工事は短期間で行われ、1907年1月2日にナウムブルク市電は路面電車として再開業した。開業当初はハレ - ベーブラ線のナウムブルク中央駅と接続する中央駅電停（Hauptbahnhof）から市内中心部のマルクト（Markt）を経由しザルツトール（Saiztor）を結ぶ路線を有し、午前6時30分から翌日午前0時30分まで20分間隔で運行するダイヤであった。1908年にミヒャエリストール（Michaelistor）まで路線が延長され、1914年にナウムブルク市内を循環する環状線が完成し、マルクトを経由する支線を含めた5.3kmの路線網が完成した。それ以外にも路線延長が計画されていたが、第一次世界大戦による被害の結果実現する事は無かった。以降は開業時に導入された車両（電動車4両、付随車6両）を含め変化はなかった。

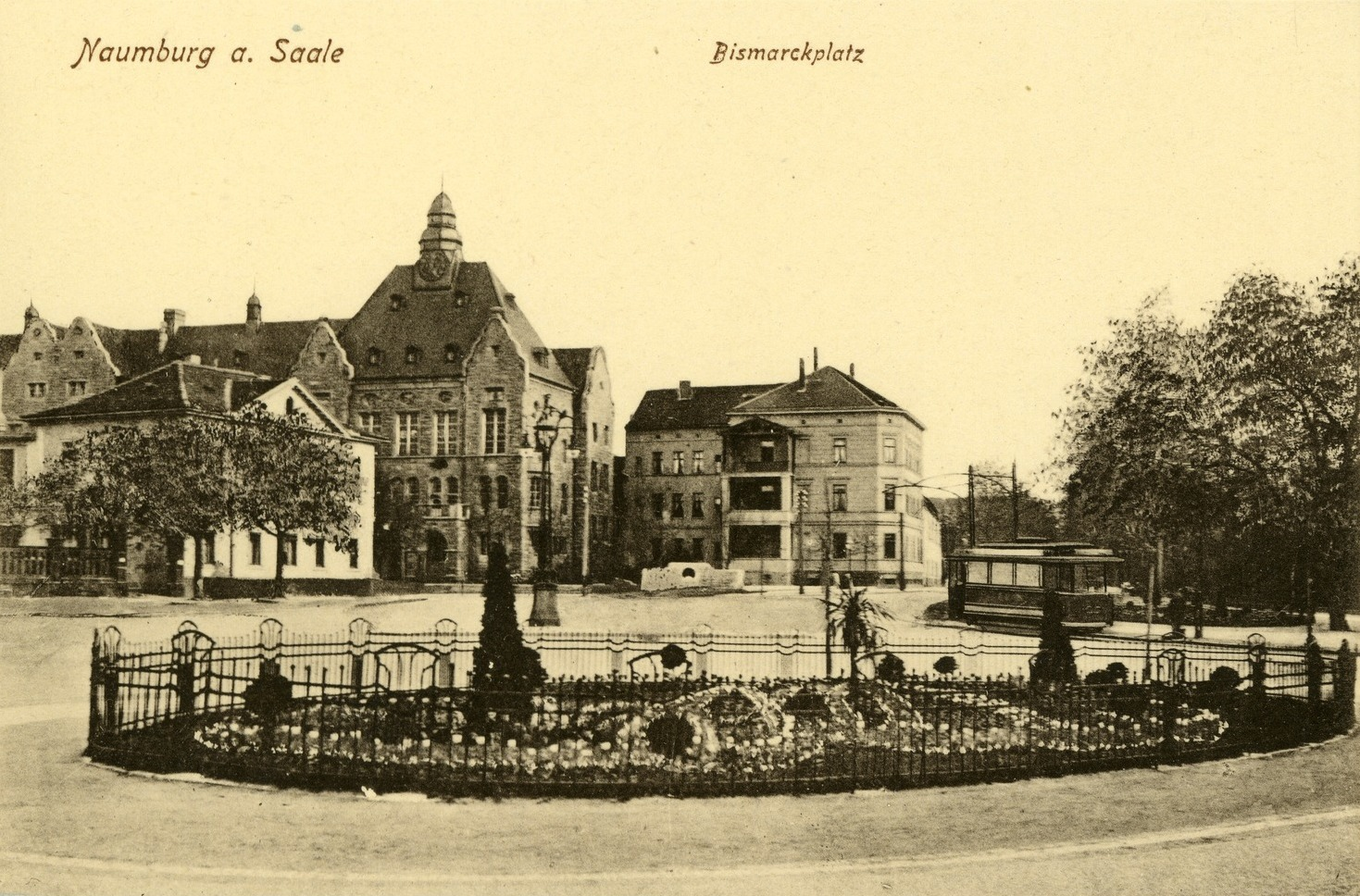
電化開業初期のナウムブルク市電（1915年撮影）

第二次世界大戦末期の1945年4月12日、ナウムブルクはアメリカ軍による空襲による甚大な被害を受け、路面電車も線路や車両が多数破壊された。復旧はドイツ敗戦後の9月12日となったものの、環状線は単線・時計回りの運行のみとなった。

### 東ドイツ時代、休止（廃止）までの過程
ドイツ分割により東ドイツの路面電車となったナウムブルク市電は、他都市の路面電車と同様に国有企業のナウムブルク路面鉄道（VEB Straßenbahn Naumburg）となった。以降は変電所の新設、車庫の近代化に加えて東ドイツの標準型となる二軸路面電車が各都市の中古車を含め盛んに導入された。また1959年には環状線の反時計回りの運行も再開された。
だが市電の利用客は減少の一途をたどり、1970年代以降幾度も存廃問題が浮上した。オイルショックや市民の抗議により全線の廃止は免れたものの、1976年にマルクト経由の支線が廃止された。更に車両や軌道の保守が不十分だった結果施設の老朽化が進行し、1979年（1ヶ月）や1986-87年（18ヶ月）には長期に渡って列車運行を休止し路線バスによる代行運転が行われる事態となった。

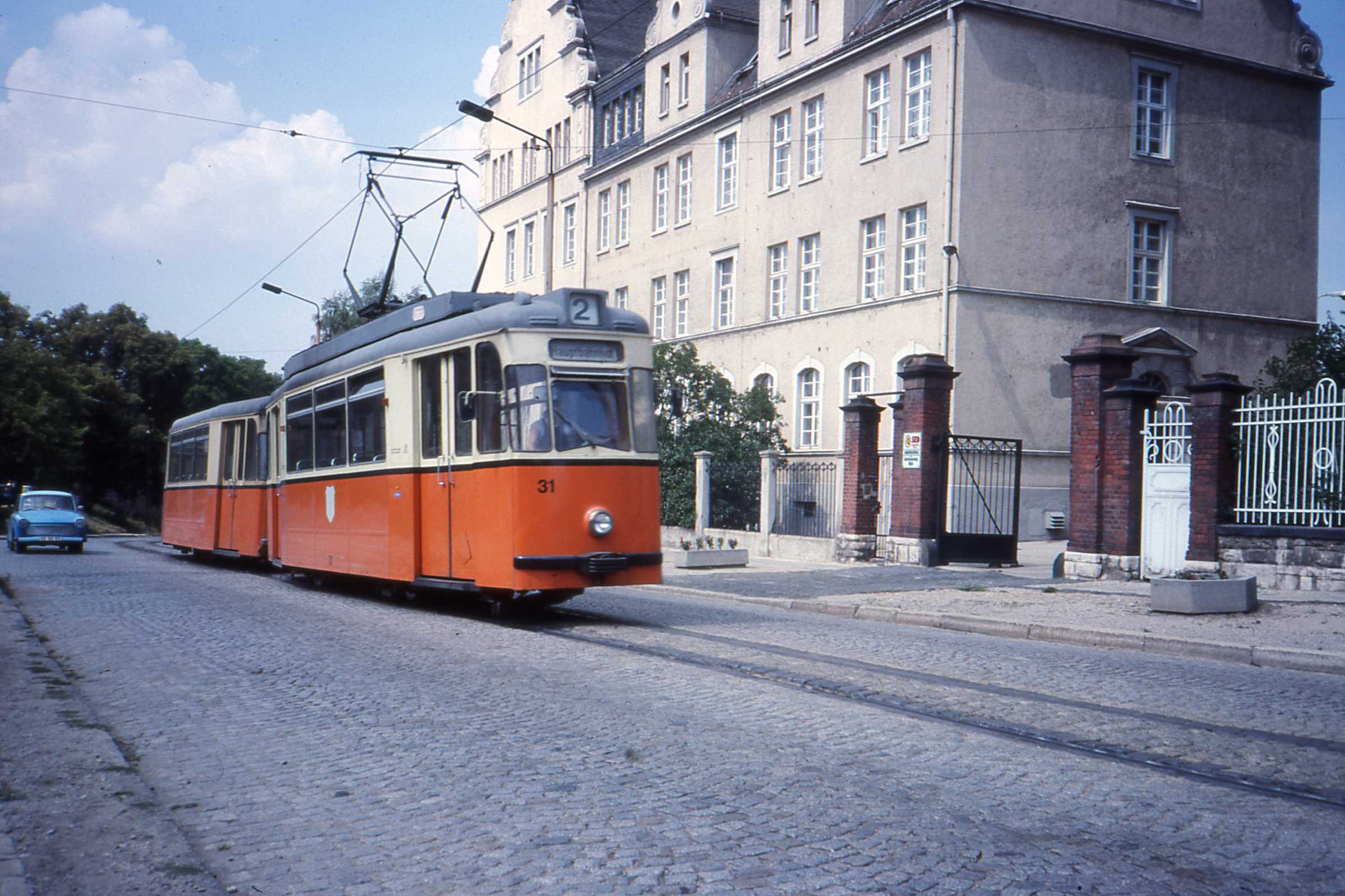
東ドイツ時代末期のナウムブルク市電（1989年撮影）
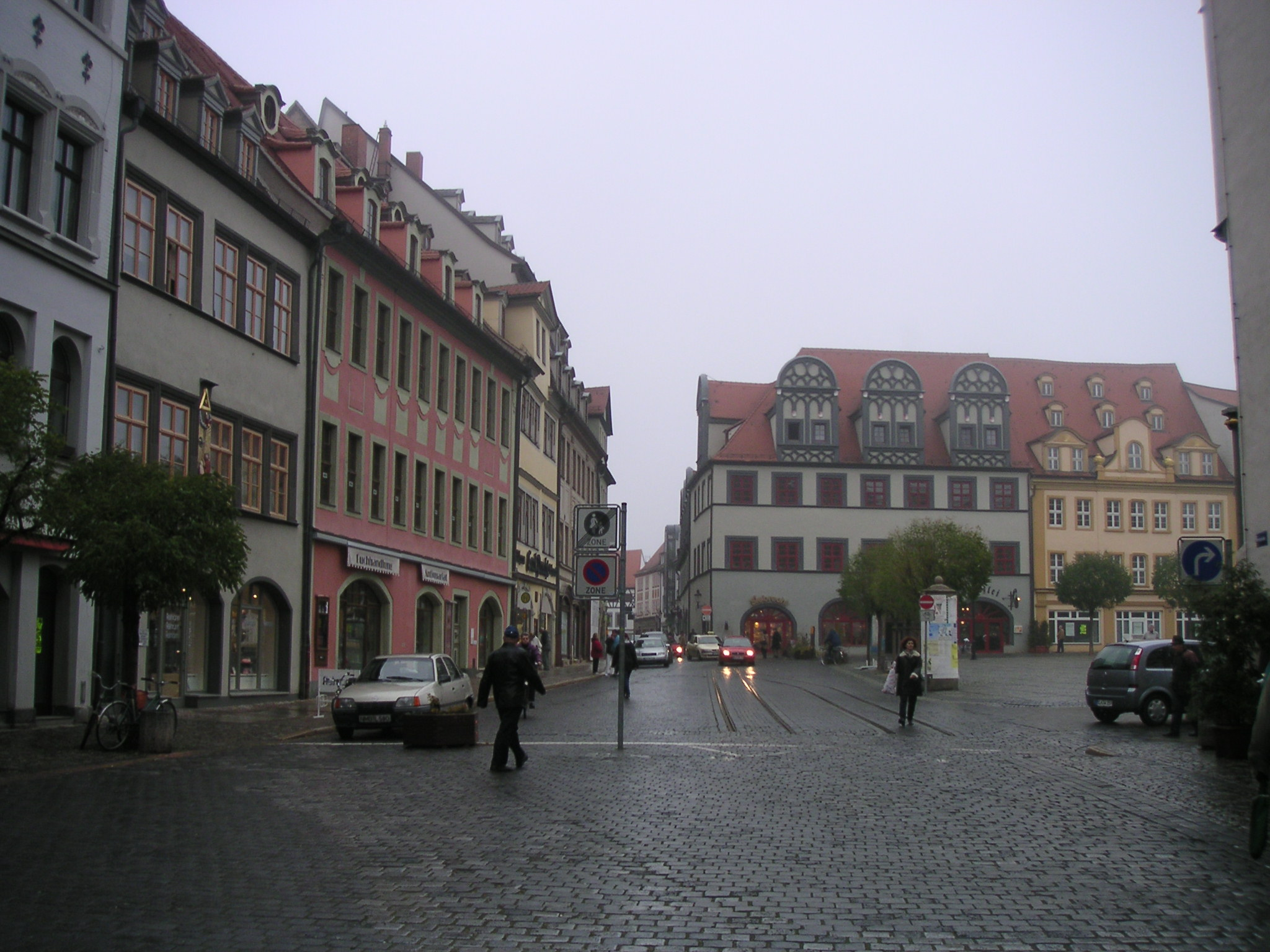
ナウムブルク中心部に残る支線の廃線跡（画像中央）

そしてベルリンの壁崩壊やドイツ再統一を経た経済情勢の変化により、1990年代初頭にはナウムブルク市電の継続的な運転は困難な状況となった。市民グループによる存続の訴えや各都市の路面電車運営会社からの支援の動きが起きたものの、1991年8月18日をもって道路整備を理由にナウムブルク市電は全線で運行を休止した。翌1992年には開業100周年を記念し短区間で復活運転が実施されたが、保線作業が実施されなかった路線は事実上廃線状態となり、多くの線路が道路を舗装するアスファルトの下に埋められ、車両も多数解体された。

### 路面電車の復活
1993年、ナウムブルクを訪れる観光客の交通手段として市電を復活する計画が立ち上がり、運営権を民間会社に移管する決定が下された。翌1994年に受け皿となるナウムブルク路面鉄道有限会社（Naumburger Straßenbahn GmbH）が設立され、同年6月24日からイェーガープラッツ（Jägerplatz） - フォーゲルヴィーゼ（Vogelwiese）間での営業運転が再開された。1998年のナウムブルク市との契約により全線の復活計画は破棄されたものの、ナウムブルク駅から既存の復活路線を経由しザルツトールへ向かう区間の再構築に向けて市から支援を受ける事が決定した。
そして2004年に中央駅電停 - イェーガープラッツ間の路線が開通し、翌2005年には更に駅前のホテル・カイザーホフ（Hotel Kaiserhof）へ向かう路線が0.1km延長された。更に2017年12月1日にはフォーゲルヴィーゼ - ザルツトール間の路線が開通し、計画されていた全線が復活した。また翌年の2018年9月15日には中央駅電停の改装が実施されている。
復活当初の列車運行はイベント時のみに限られていたが、1999年に定期列車の運行が許可された事を受け、まず2000年から予約を受けたツアー列車の運行が始まった。各都市の状態の良い中古車両の導入を始めとした準備を行った後、2006年4月から10月に毎週末にダイヤを組んだ複数の列車の運行が実施され、翌2007年3月30日から毎日運行が開始された。当初は10月31日までの予定であったが、多数の乗客が利用した実績を受け2019年現在も継続して実施されている。それに伴う赤字分の費用は2010年までザクセン・アンハルト州による資金援助により賄われており、同年以降はザクセン・アンハルト州に加えナウムブルク市も一部費用を負担している。
2018年のナウムブルク大聖堂の世界遺産認定に加え路線延長に伴う利便性の向上などから復活後のナウムブルク市電の利用客は年々増加しており、2015年の利用客が約10万人、2016年は134,000人であったのに対し2017年には152,500人、2018年には178,600人にまで増えている。更に2018年の値はツアー向けの特別列車の利用客を除いたものであり、それを含めると年間利用者数は181,000人にも及ぶ。2007年の毎日運行以降の利用客数は、2018年12月31日までの時点で約125万人である。

## 運行
ナウムブルク市電は路線バスと合わせナウムブルク市内の公共交通機関として運営されており、"4系統"（Linie 4）という系統名が与えられている。2019年5月22日以降、マリーエントール発ザルツトール行きの始発列車を除いた全列車が、ドイツ鉄道ハレ - ベーブラ線と接続する中央駅電停とザルツトールを結ぶ全線通しで運行されている。ただしザルツトール発中央駅電停行きの最終列車に関してはマリーエントール電停以降降車のみ可能となる。ダイヤは平日・休日問わず同じであり、運転間隔は30分である。
運賃は通常料金では片道2ユーロだが、5往復乗車券や1日券、1ヶ月券、半年分の定期券で割引が実施されている。また15歳までの学生や障害者に対する割引制度も存在する。

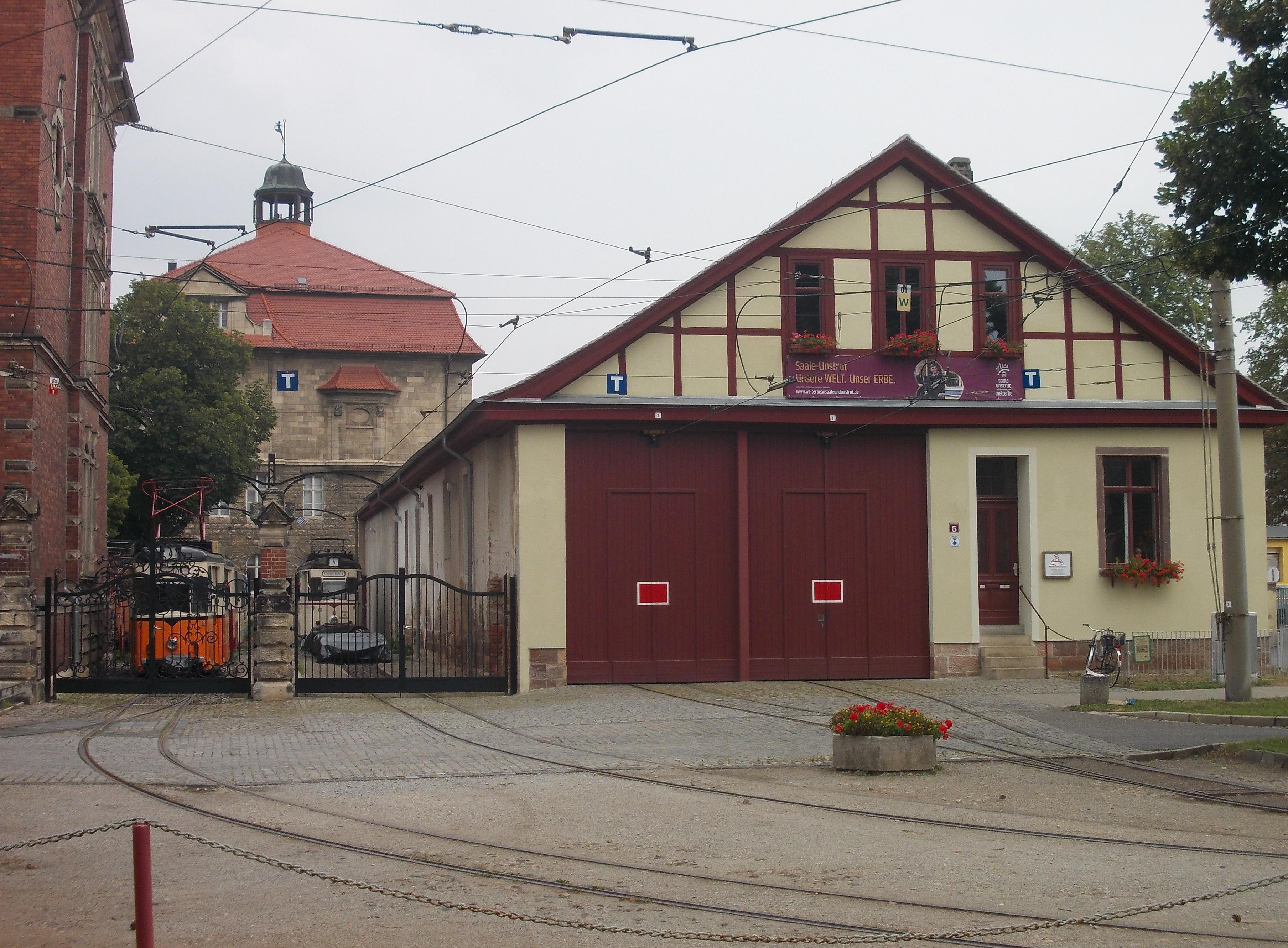
ナウムブルク市電の車庫
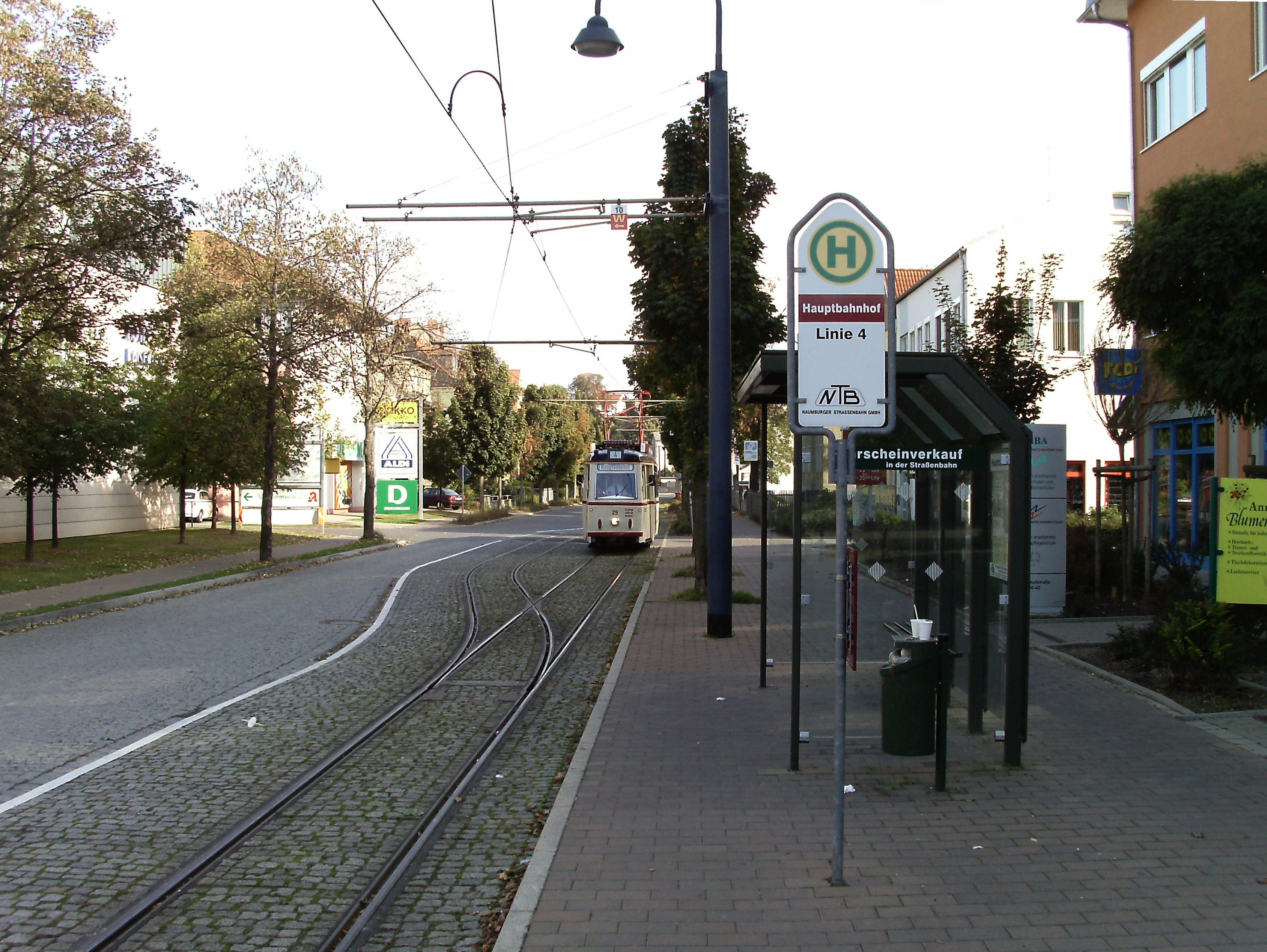
ハレ - ベーブラ線と接続する中央駅電停（改装前）

## 車両
ナウムブルク市電では、電化開業以降連接車2両を除き二軸車が旅客・観光用に用いられている。第二次世界大戦後の東ドイツ国営企業時代はほとんどの車両を他都市で用途廃止となったもので賄っており、どれも老朽化が進んでいたため短期間での車両置き換えが多数実施されていた。復活後の2019年の時点でも在籍車両の一部が運用から離脱している。

### 現有車両
2019年現在、ナウムブルク市電で定期・臨時運行に就く車両は以下の通りである。これらの車両には他都市の超低床電車のようなバリアフリー対策は施されていないため、車椅子での乗降時には支援者による乗務員の手助けが必要となるほか、車内のスペース上の理由で電動車椅子を用いた乗車は出来ない。

#### 電動車

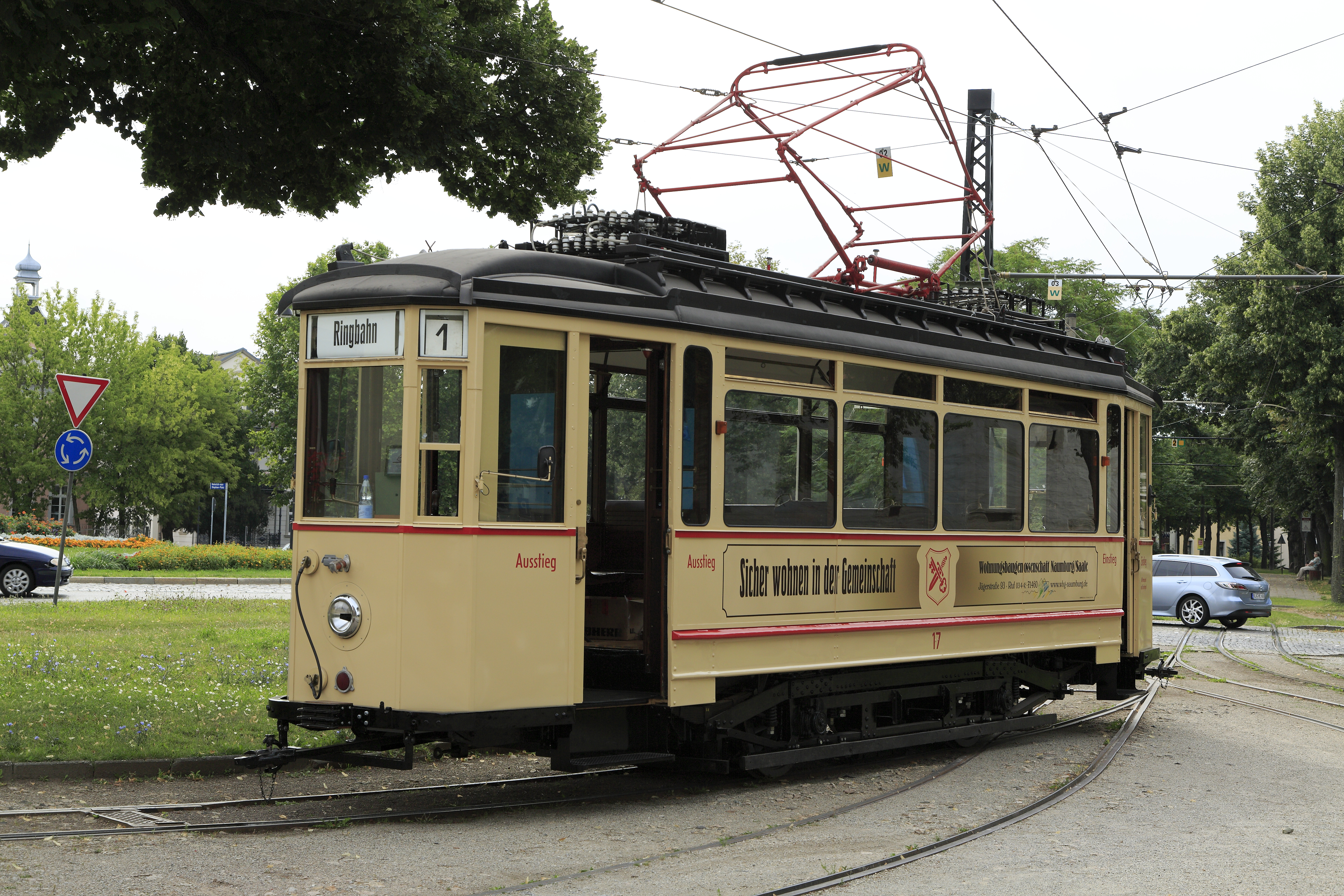
17 1928年・リントナー（ドイツ語版）製。元ハレ市電の車両。1992年に入線後、2009年から大規模な修繕工事を行い2016年に運用へ復帰した。
29 1955年・ゴータ車両製造製造のET54形電車。元ハレ市電の車両で、2004年にナウムブルク市電に入線した。塗装は1950年代の市電標準色である。
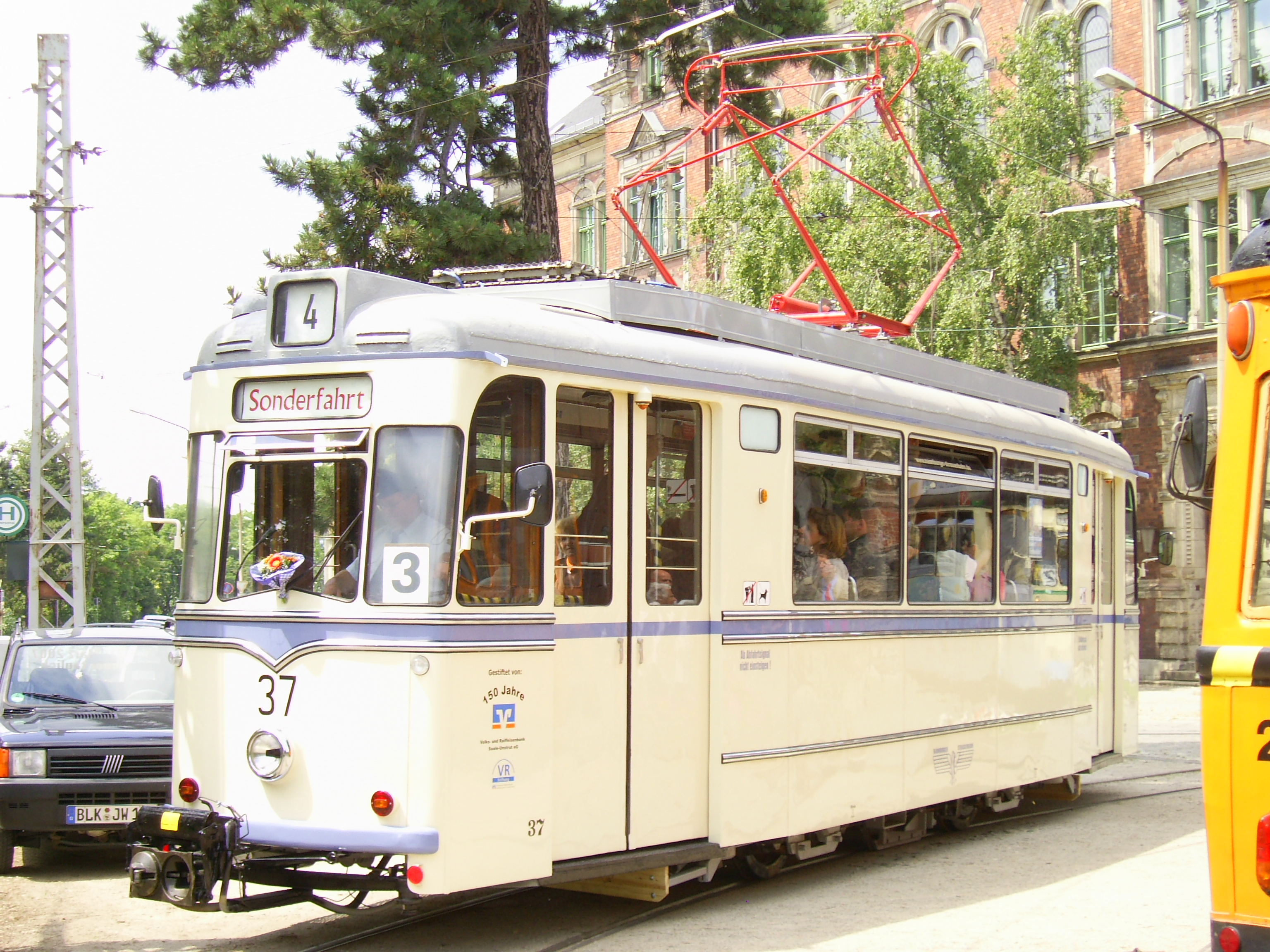
37 1959年・ゴータ車両製造製造のT57形。2003年に入線した。
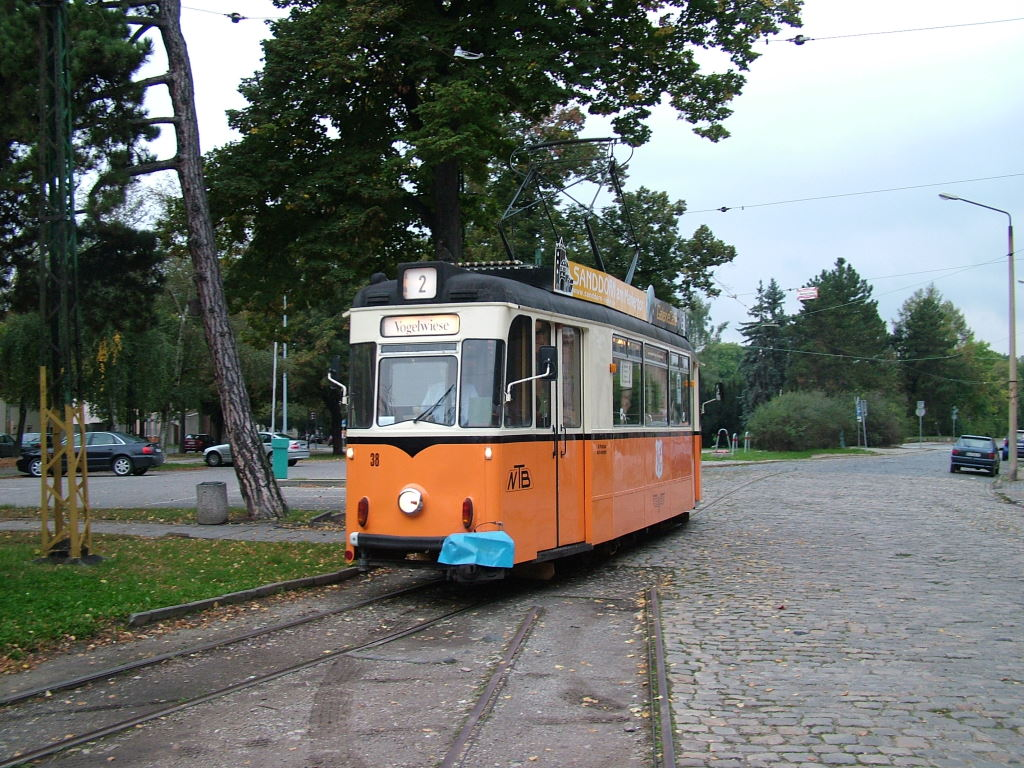
38 1960年・ゴータ車両製造製造のT57形。2003年に入線。
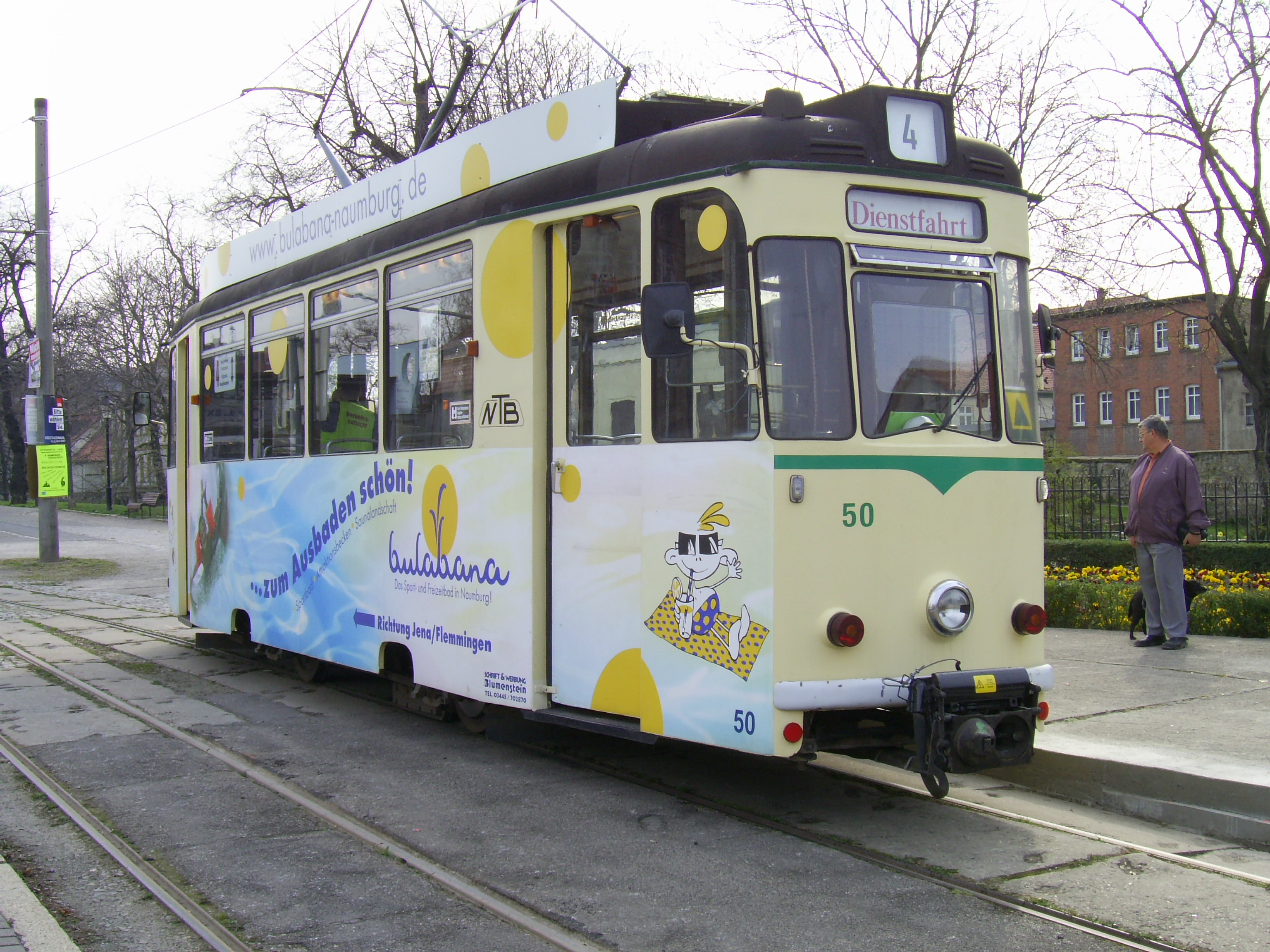
50 1971年・シェーネヴァイデ国鉄修繕工場（Raw Sw）製のTZ70形。2000年に入線。
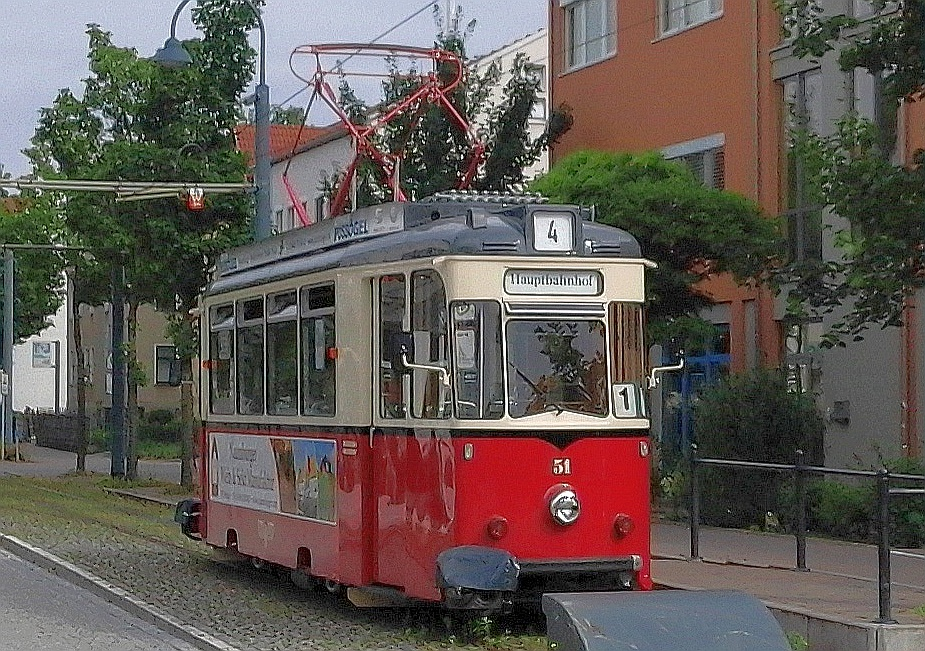
51 1973年・シェーネヴァイデ国鉄修繕工場（Raw Sw）製のTZ70形。2001年に入線。

#### 付随車・その他

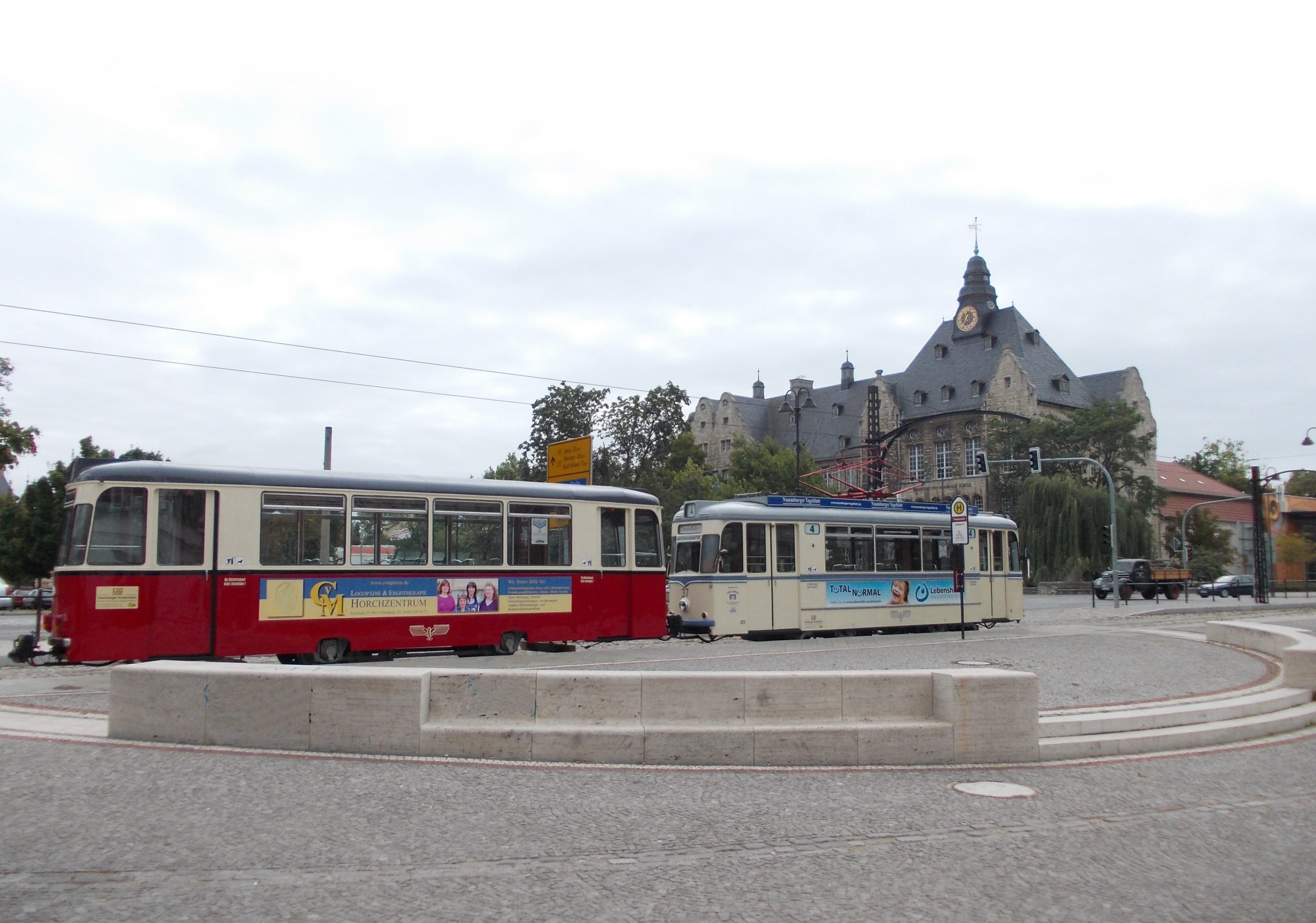
19 1972年・シェーネヴァイデ国鉄修繕工場（Raw Sw）製のBZ70形。2001年に入線。
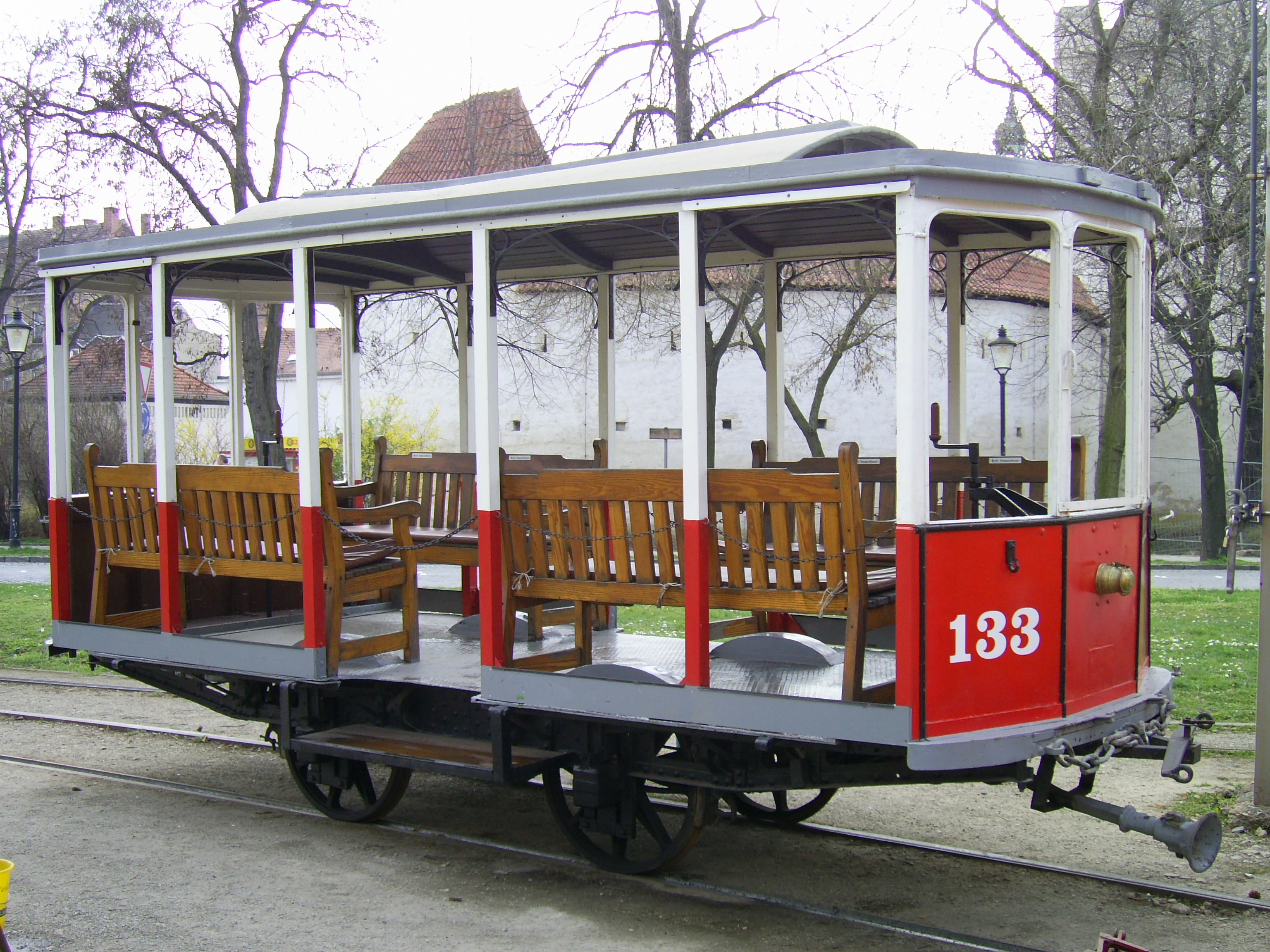
133 1894年に製造された、馬が牽引する馬車鉄道用車両。スイス・ヌーシャテルで使用され、1920年以降は貨車に改造されたが1933年に保存車両として復元された。ナウムブルク市電への入線は1994年である。